# Merinidengräber

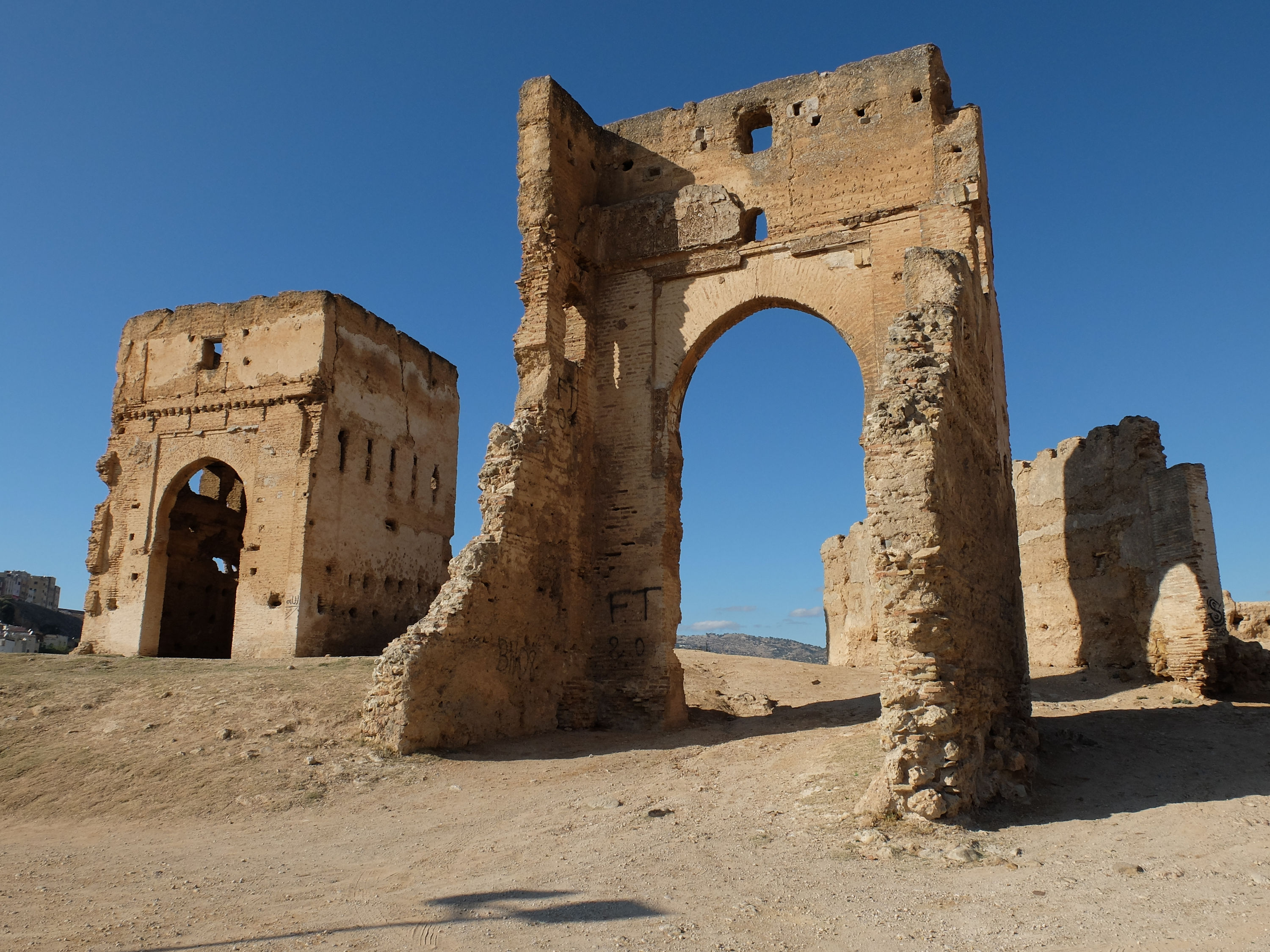
Merinidengräber in Fès

Die Merinidengräber sind eine Gruppe von spätmittelalterlichen Mausoleen auf einem Hügel im Norden der Stadt Fès in Marokko.

## Geschichte

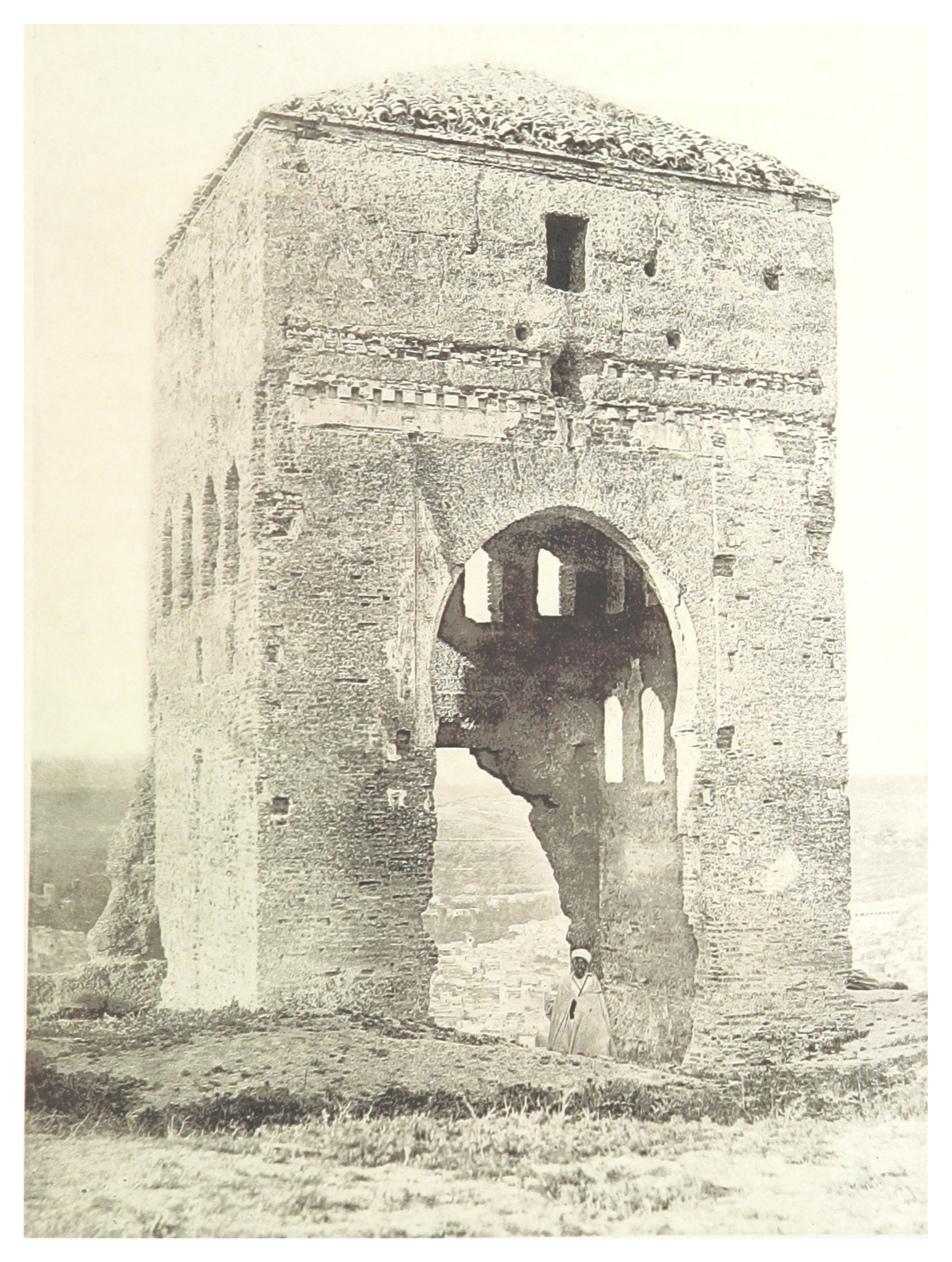
Hauptmausoleum mit Pyramidendach (1881)

Nach der Eroberung der Stadt Fès durch den Berberstamm der Meriniden (Banu Marin oder Beni Merin) im Jahr 1248 wurden die verstorbenen Fürsten und deren Familienangehörige des Stammes zunächst in der Chellah-Nekropole beigesetzt. Wahrscheinlich erst nach dem Tod des Sultans Abu Salim Ali II. (reg. 1359–1361) begann man mit dem Bau eines freistehenden Mausoleums auf einem Hügel im Norden der Stadt; dieses wurde im ausgehenden 14. Jahrhundert durch einen zweiten Bau ergänzt. Da jedoch der Islam keine Grabpflege kennt, verfielen sämtliche Gräber in der Folgezeit. (Die von 1554–1667 von Marrakesch aus residierenden Saadier-Sultane schufen für ihre Dynastie eine eigene Nekropole am dortigen Stadtrand (Saadier-Gräber).)

## Architektur
Die nach dem Bauschema von qubbas errichteten Gräber waren teils aus Stein (Fassaden), teils aus Stampflehm (obere Teile) gebaut; die vergleichsweise großen und hohen Portale beider Bauten zeigen jeweils Alfiz-Rahmungen. Die Bauten hatten ursprünglich wohl keine Kuppeln, sondern Pyramidendächer, die jedoch als Folge wetterbedingter Erosion oder bei Erdbeben eingestürzt sind. Von den ehemals vorhandenen Stuckinschriften sind nur noch spärliche Reste erhalten. Auch die ehemals wahrscheinlich vorhandenen Steinsarkophage sind verschwunden, wofür jedoch eher Menschenhände als Naturkräfte verantwortlich zu machen sind.

## Beigesetzte Herrscher
Insgesamt sind die Nachrichten über die hier beigesetzten Herrscher äußerst spärlich und mit Sicherheit auch unvollständig.
- Abu Salim Ali II. (reg. 1359–1361)
- Abu l-Abbas Ahmad (reg. 1387–1393)
- Abd al-Aziz II. (reg. 1393–1396)
- Abdullah (reg. 1396–1398)
- Abdalhaqq II. (reg. 1420–1465)